# Pietro Gazzera
Pietro Gazzera, italijanski general in politik, * 1879, † 1953.